# Eva Pandora Baldursdóttir

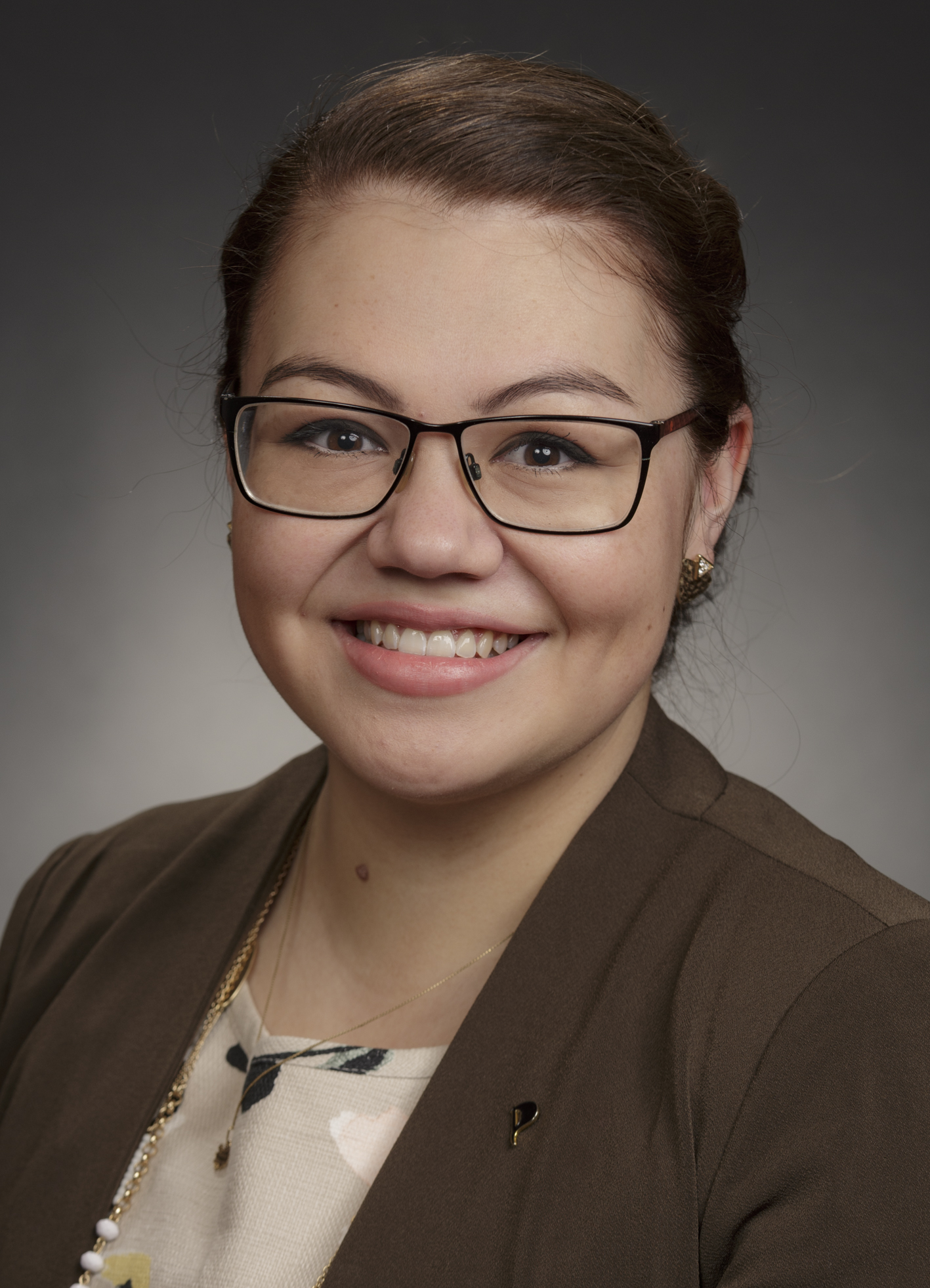
Eva Pandora Baldursdóttir, 2016

Eva Pandora Baldursdóttir (* 8. Oktober 1990 in Sauðárkrókur) ist eine Politikerin der isländischen Piratenpartei Píratar.
Nach ihrem Abitur an der Fjölbrautaskóli Norðurlands vestra (Gesamtschule des westlichen Nordlands) studierte Eva Pandora Betriebswirtschaftslehre (B.Sc. von der Universität Island). Es folgten weiterführende Studien in Kulturmanagement an der Universität Bifröst und in öffentlicher Verwaltung an der Universität Island. Sie hat verschiedene betriebswirtschaftliche Tätigkeiten ausgeübt, unter anderem für KPMG.
Bei der Parlamentswahl vom 29. Oktober 2016 wurde Eva Pandora Baldursdóttir als Kandidatin der Píratar für den Nordwestlichen Wahlkreis ins isländische Parlament Althing gewählt. Mit Stand Mai 2017 gehörte sie dem parlamentarischen Ausschuss für Gewerbeangelegenheiten an. Seit 2017 war sie auch Mitglied des Konsultationsausschusses für Fischereigebühren. Bei der Parlamentswahl vom 28. Oktober 2017 verlor sie ihren Sitz im Althing.